# Florêncio Carlos de Abreu e Silva
Florêncio Carlos de Abreu e Silva (* 13. Januar 1882 in Rio de Janeiro; † 20. Februar 1969 ebenda) war ein brasilianischer Jurist, Geograph, Historiker und Statistiker.

## Leben
Silva wurde als Sohn von Florêncio Carlos de Abreu e Silva und Gonçalina Simões de Abreu e Silva im Kaiserreich Brasilien geboren. Seine Familie zog in jungen Jahren nach Rio Grande do Sul, wo er in Porto Alegre zur Schule ging und einen Teil seiner juristischen Ausbildung an der juristischen Fakultät erhielt. Seine Graduierung erhielt er im Dezember 1905 an der Faculdade Livre de Ciências Jurídicas e Sociais in Rio de Janeiro.
Nach seinem Abschluss kehrte er nach Rio Grande do Sul zurück, wo er eine Richterlaufbahn einschlug. 1904 wurde er Bezirksrichter von Taquara do Mundo Novo und in São Borja. Er arbeitete auch 1913 in Rio Pardo und 1917 in Santa Maria. Am 8. August 1924 war er Richter am Obersten Gerichtshof des Staates (Supremo Tribunal do Estado do Rio Grande do Sul) und von 1924 bis 1927 und von 1932 bis 1934 Generalstaatsanwalt. Er war zudem Direktor des öffentlichen Archivs des Staates Rio Grande do Sul (1919–1920) und Polizeichef (1928–1932).
Er war Gründungsmitglied und erster Präsident des Instituto Histórico e Geográfico do Rio Grande do Sul und wurde für die Amtszeit vom 15. September 1952 bis 21. September 1954 zum Präsidenten des zentralen Instituto Brasileiro de Geografia e Estatística (IBGE) gewählt.

## Schriften
- Novos commentarios ao Codigo do processo penal do estado do Rio Grande do Sul. Barcellos, Bertaso & Cia., Porto Alegre [192?].
- Comentários ao código de processo penal. (Decreto-lei no. 3.689, de outubro de 1941). Band 5, Art. 563 a 667. Edição Revista Forense, Rio de Janeiro 1945.